# Hostinec U Bílého lva
Hostinec U Bílého lva (U města Vídně) je bývalý zájezdní hostinec v Praze 1-Novém Městě, který stojí v západní části ulice Hybernská. Je chráněn jako nemovitá kulturní památka České republiky.

## Historie
Středověký dům s kamennými valeně klenutými gotickými sklepy byl po roce 1706 přestavěn v raně barokním stylu na zájezdní hostinec. Z doby této přestavby se dochovaly výsečové valené klenby v průčelních traktech po obou stranách průjezdu.
Roku 1925 prošel hostinec přestavbou firmou Králíček a Šolc, která o deset let později stavebně oddělila vchod do hotelu od průjezdu ke garážím.
Po roce 1948 byla většina pokojů změněna na kanceláře.

## Popis
Dům je řadový, čtyřpodlažní a čtyřkřídlý. Stojí na nepravidelné parcele s vnitřním dvorem. Fasádu má komponovanou symetricky; ta je nad korunní římsou završena trojúhelným štítem s kasulovým okénkem. Ve vrcholu štítu je umístěna ženská busta znázorňující Noc se srpkem měsíce ve vlasech. Na štít z obou stran navazuje zděná atika s vázami na pilířcích.
Okenní osy jsou rámované složitě tvarovanou suprafenestrou. Ve štukové výzdobě jsou použity motivy střapcových závěsů, čabrakových hlavic, volutově stáčených lišt, klenáků, uch, kapek, tumbovitých a vykrajovaných parapetů. Okna ve třetím patře rámují ploché šambrány. Středové podložené klenáky přesahují do korunní římsy. Hlavní schodiště domu je obloženo mramorem.